# Mordellistena tantula
Mordellistena tantula är en skalbaggsart som beskrevs av Liljeblad 1945. Mordellistena tantula ingår i släktet Mordellistena och familjen tornbaggar. Inga underarter finns listade i Catalogue of Life.